# Rocha (departamento)
Rocha é um departamento governamental e territorial do Uruguai, cuja capital é a cidade de Rocha. Tem uma superfície de cerca de 10.547 km² e está situado na zona leste do país.
Faz divisa com o Brasil e compartilha a cidade do Chuy com o Estado de Rio Grande do Sul, representando um mercado comercial binacional.
La Paloma é uma das estâncias balneares mais visitadas pelos turistas no verão e é próxima ao Brasil, distando cerca de 200 km de Montevidéu.

## População e demografia
Segundo os census de 2004, o departamento de Rocha tem 69.937 habitantes distribuidos por cerca de 24.834 lares.
- Taxa de crescimento populacional: -0,028%
- Taxa de natalidade: 14,34/ 1.000 hab.
- Taxa de mortalidade: 10,63 falecimentos/ 1.000 hab.

### Principais Cidades
| Cidade/ Vila           | População    |
| ---------------------- | ------------ |
| Castillos              | 7,346 (1996) |
| Cebollatí              | 1,490 (1996) |
| Chuy                   | 9,804 (1996) |
| Dieciocho de Julio     | 1,139 (1996) |
| La Aguada - Costa Azul | 1,125 (1996) |
| La Paloma              | 3,084 (1996) |
| Lascano                | 7,134 (1996) |
| Rocha                  | 26,058       |
| Velázquez              | 1,018 (1996) |

### Patrimônio
- Fuerte de San Miguel
- Fuerte de Santa Teresa
- Cabo Polonio